# Article 59 de la Constitution de la Cinquième République française
Article 58 Article 60
L’article 59 de la Constitution du 4 octobre 1958 définit la compétence du conseil constitutionnel français pour juger la régularité les élections des membres du Parlement, c’est-à-dire les députés et les sénateurs. 

## Texte
« Le Conseil Constitutionnel statue, en cas de contestation, sur la régularité de l'élection des députés et des sénateurs. »
— Article 59 de la Constitution du 4 octobre 1958
Cet article n’a pas été modifié depuis la promulgation de la Constitution, le 4 octobre 1958.

## Contenu
Pour François Luchaire, « en devenant juge, non de toutes les élections, mais seulement de celles qui sont contestées, le Conseil constitutionnel s'est rapproché du juge administratif ».
L'article a été précisé par l'ordonnance du 7 novembre 1958, ainsi que par les art. LO 179 à 189 du Code électoral modifié par LO n°2011-410 du 14 avril 2011.